# Volcán de Jaures

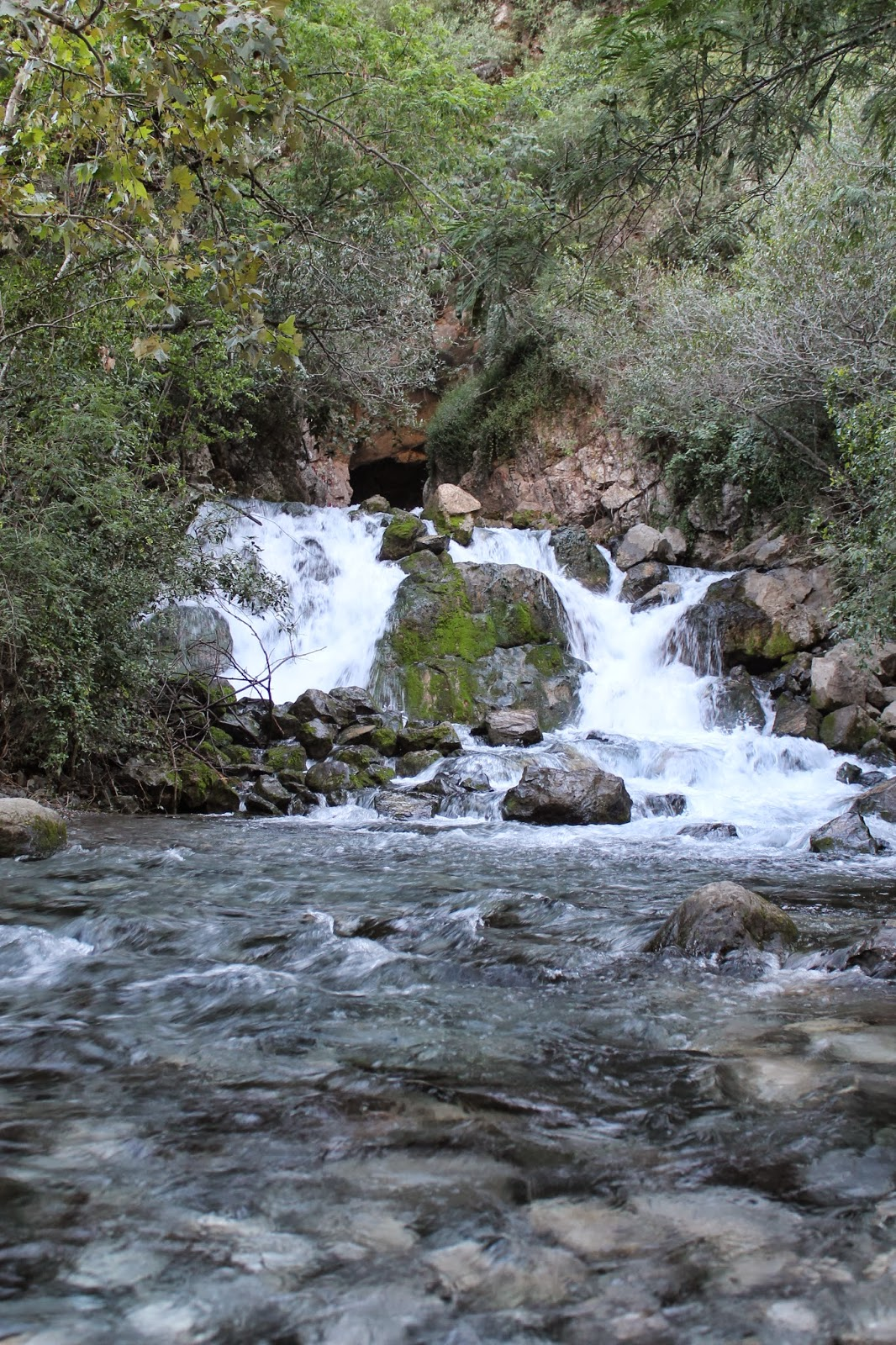
Volcán de Jaures, en un costado del cañón de Santa Rosa, en la Sierra Madre Oriental, Linares, Nuevo León

El Volcán de Jaures es un manantial intermitente que aflora de una caverna con una profundidad de alrededor de  20–30 metros, con un diámetro de 3-5 metros. Se encuentra en el municipio de Linares (Nuevo León), a mediación del cañón de Santa Rosa que une a este municipio con el de Iturbide (Nuevo León)

## Descripción
El “Volcán de Jaures” es un manantial intermitente que aflora de una caverna con una profundidad de alrededor de  20–30 metros, con un diámetro de 3-5 metros. Se encuentra en el km. 26 de la carretera No. 58 Linares–San Roberto, aproximadamente a 30 km del centro de la cabecera municipal de Linares, Nuevo León, en las coordenadas 24.7498617 Norte,-99.7875625 Oeste. El lugar es accesible desde la carretera, bajando unos pocos metros junto al entronque con el camino que va rumbo a Rancho Viejo y La Palma. Está ubicado en la región central del Cañón de Santa Rosa por el que corre la dicha carretera que comunica los municipios de Linares e Iturbide.

## Historia
En documentos antiguos se llama al lugar “Potrero de Jáuregui”. El cronista Hermenegildo Sánchez lo llama a finales del siglo XVIII “potrero y mansión de los indios que se nombra de Jáuregui”. Al parecer “Jaures” es un apócope dada la dificultad de los indígenas locales en la pronunciación original.

## Geología
El manantial de Jaures se interpreta como el punto de descarga regional del Anticlinal Los Pinos, el cual comprende un área de aproximadamente 35 km² de recarga hacia el manantial, compuesto por los acuíferos de la formaciones Tamaulipas Superior e Inferior.
Con base en las dimensiones de la cueva, se estima un volumen de aprox. 500 m³ de agua hasta que el manantial comienza su descarga. El gasto, hasta ahora en base de observaciones generales, muestra grandes fluctuaciones y la dinámica del manantial depende altamente de la precipitación.